# ヘッドファクトリー
HEAD FACTORY（ヘッドファクトリー）は、株式会社カドヤが運営する日本のファッションブランドである。

## 概要

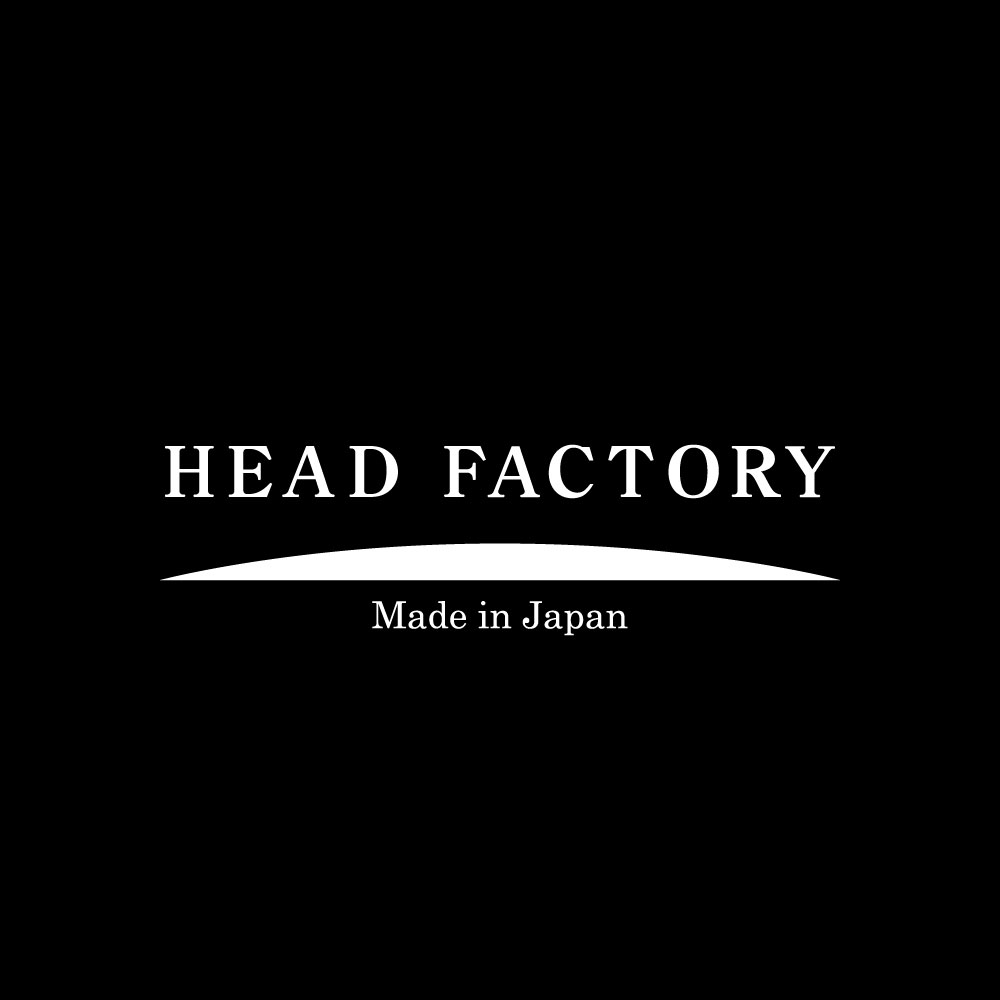
ロゴ

創業者/深野正次郎が東京浅草にてカドヤ皮服店開業。
皮革産業のメッカである浅草で革製品の修理、染め替え、革の仕立て服などを手がける。そして、バイク好きの正次郎が作る革ジャンは評判になりライダーたち大勢集まるようになってゆく。オーダーメイド皮服店として長きに渡りレザージャケットを作り続けてきたカドヤの職人達は、時を重ねあらゆるニーズに対応できる技術を蓄積していった。
2代目深野正孝率いる腕利きの職人たちは、従来のオーダーメイド製作を続ける一方で既製服の開発も水面下でスタートさせる。
オーダーメイドで培った一品生産の丁寧なものづくりと精神をそのまま既製服生産に置き換え、2003年、「一人一着縫い」縫製方法に拘った純国産ブランド「HEAD FACTORY」を浅草で立ち上げた。

## 歴史
1935年に浅草に深野正次郎が開業したカドヤ革服店の仕立て工場を起源とする。正次郎がライダーの為にオーダーメイドで作った革ジャン（ライダースジャケット）が話題を呼び、カドヤ革服店は革ジャン作りの店として認知されるようになった。その後、KADOYAとして名称を改め事業を拡大していった。1980年代には確立した一人一着縫いという製法を基にバイク乗り向けのレーシングスーツを作り始めKADOYAの本社工場として多種多様な革製品を創業当初から変わらない縫製方法である一人一着縫いで作り続けきた。その後、2003年にKADOYAの本社工場で作る純日本製のブランドHEAD FACTORYが立ち上がり今の形となる。

## 一人一着縫い
1人の職人が最初から最後まで1着の製品を仕上げる縫製方法である。別名丸縫いと呼ばれている。